# Gerald Massey
Pour les articles homonymes, voir Massey.
Gerald Massey, né le 29 mai 1828 à Tring et mort le 29 octobre 1907, est un poète et écrivain britannique. Il a notamment écrit sur le spiritualisme moderne anglo-saxon et l'Égypte antique.

## Source
- (en) Cet article est partiellement ou en totalité issu de l’article de Wikipédia en anglais intitulé « Gerald Massey » (voir la liste des auteurs).